# Нестационарный шум
Нестационарный шум — шум, длящийся короткие промежутки времени (меньшие, чем время усреднения в измерителях). 
Могут выделяться такое виды нестационарного шума, как колеблющийся, прерывистый и импульсный шум.
Так, согласно методическим указаниям Роспотребнадзора, при оценке акустического шума в жилых помещениях и на территории жилой застройки применяются следующие определения:
- Колеблющийся — шум, уровень звука которого непрерывно изменяется во времени;
- Прерывистый — шум, уровень звука которого ступенчато изменяется (на 5 дБА и более), причем длительность интервалов, в течение которых уровень остается постоянным, составляет 1 с и более;
- Импульсный — шум, состоящий из одного или нескольких звуковых сигналов, каждый длительностью менее 1 с, при этом уровни звука отличаются не менее чем на 7 дБ.

К нестационарным шумам относятся, например, уличный шум проходящего транспорта, отдельные стуки в производственных условиях, редкие импульсные помехи в радиотехнике и т. п.